# Leonie van Rooij-Overgoor

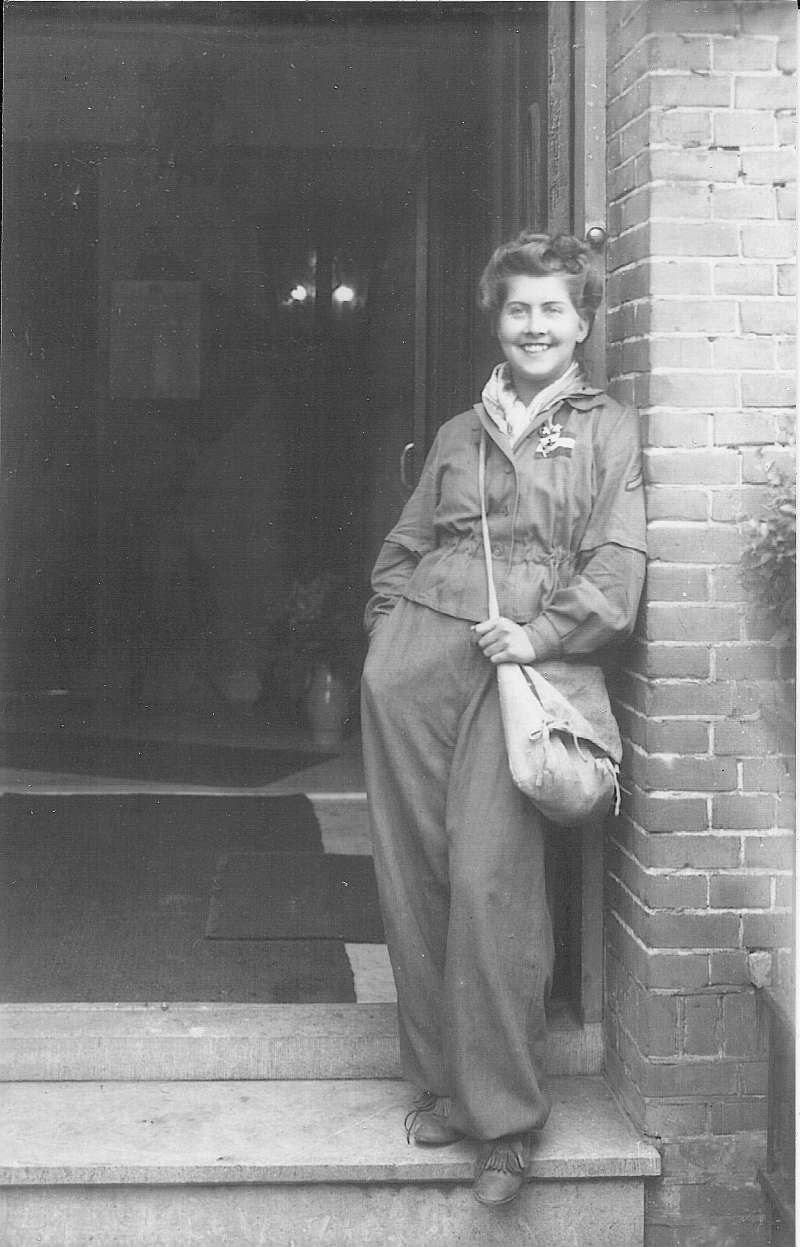
Leonie Overgoor, 1945

Leonarda Antonetta Theodora „Leonie“ van Rooij-Overgoor (* 21. Januar 1924 in Waalwijk; † 24. Juli 2006 in Breda) war eine niederländische Widerstandskämpferin im Zweiten Weltkrieg.

## Leben
Leonie Overgoor wurde 1924 in Waalwijk geboren und wuchs zusammen mit ihrer Schwester auf. Sie spielte gerne Hockey und arbeitete als Beamtin am Schalter der staatlichen Eisenbahngesellschaft Nederlandse Spoorwegen in Breda. Als der Widerstand sie nach der Besetzung der Niederlande aufforderte, Informationen über Truppen- und Waffentransporte der deutschen Besatzer weiterzugeben, sammelte sie Informationen über die Militärtransporte per Zug und leitete sie an Dienst Wim, ein niederländisches Spionage- und Geheimdienstnetzwerk verschiedener Widerstandsgruppen. Am 24. Oktober 1943 wurde sie verhaftet und in die Koninklijke Militaire Academie in Breda gebracht, das durch den Sicherheitsdienst des Reichsführers SS genutzt wurde, dann nach Haaren.

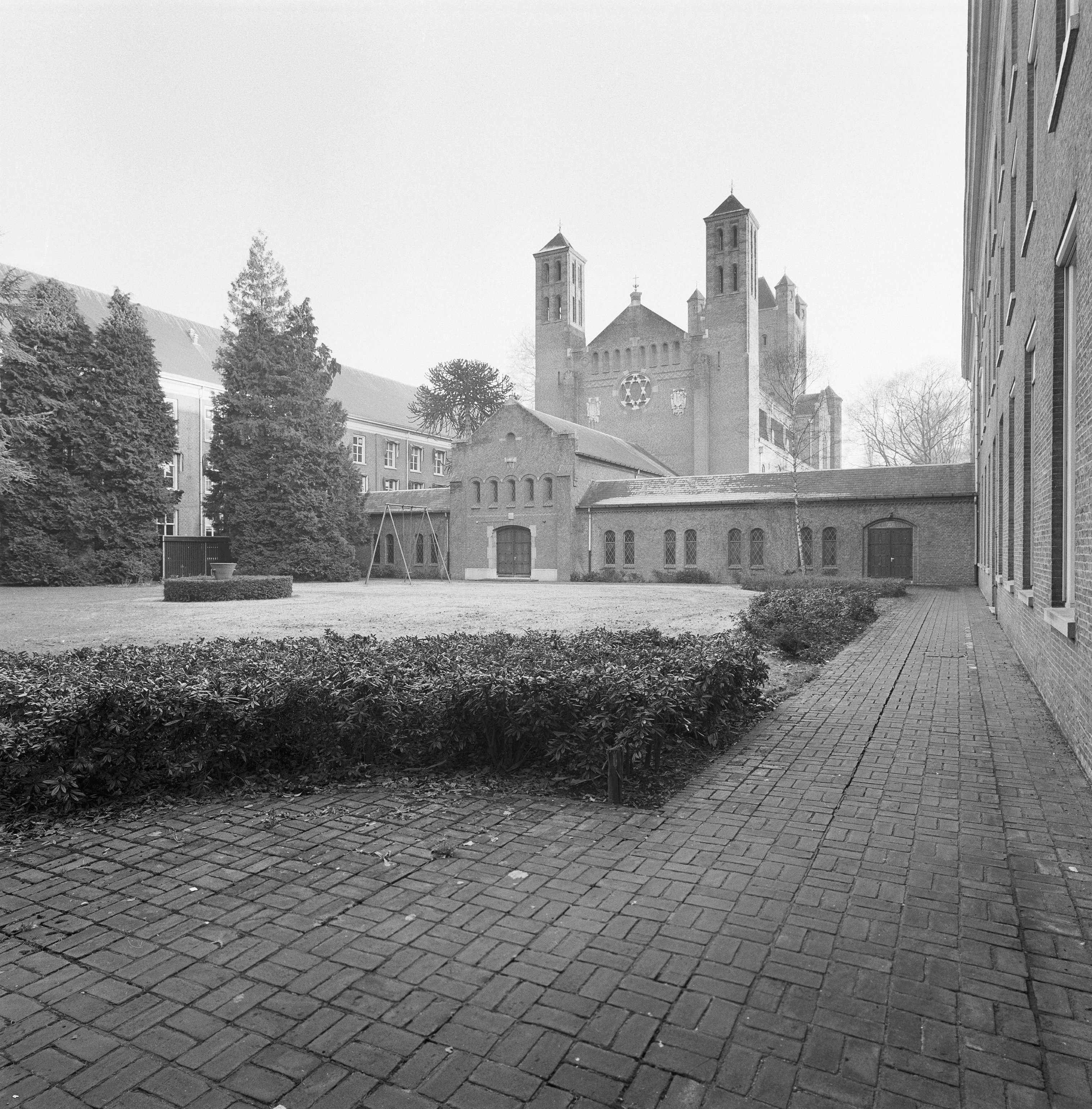
Gebäude Harendaal

Dort wurde sie im Gebäude des von den Deutschen beschlagnahmten Priesterseminars Harendaal, das als „Polizei- und Untersuchungsgefängnis Lager Haaren“ diente, festgehalten. Overgoors Freundin Bep Wiersma, ebenfalls im Untergrund aktiv, wurde zwei Tage später verhaftet und ebenfalls nach Haaren gebracht. Overgoor teilte sich die Zelle mit Marie Blommaart und Hetty Voûte. In die Säume ihrer Handtücher, die von Angehörigen zum Waschen abgeholt wurden, nähten sie über die Rohrleitungen der Zellen übermittelte Nachrichten anderer Gefangener ein, die keine Außenkontakte haben durften. Als das im Dezember 1943 entdeckt wurde, wurde Overgoor mit monatelanger Einzelhaft bestraft.
Der Strafprozess gegen die Gruppe der für Dienst Wim Tätigen fand am 21. Juni 1944 in Haaren statt. Leonie Overgoor wurde zusammen mit 44 anderen Widerstandskämpfern zum Tode verurteilt, darunter drei Frauen, Regine Cohen, Mientje Proost und Bep Wiersma. Die Urteilsvollstreckungen wurden verschoben und die Männer wurden im Zuge des Nacht-und-Nebel-Erlass nach Deutschland deportiert. Unter ihnen war auch Johannes „Jan“ Petrus Maria van Rooij (1919–1998), der spätere Ehemann von Leonie Overgoor. Am Dolle Dinsdag, dem 5. September 1944, kam Leonie Overgoor ins KZ Herzogenbusch und am 8. September in das KZ Ravensbrück. Von dort wurde sie zwischen Mitte Oktober und Mitte November 1944 in das KZ Dachau deportiert und musste im KZ-Außenlager München (Agfa Kamerawerke), damals ein Teil der I.G. Farben und Außenkommando Dachaus, Zwangsarbeit leisten. In den Agfa Kamerawerken wurden Zeitzünder für Flugabwehrgranaten zusammengesetzt und Teile für die Waffensysteme V1 und die V2 hergestellt. Die Häftlinge waren in einem großen, unfertigen vierstöckigen U-förmigen Wohnblock in der Weißenseestraße 7–15 in München-Giesing untergebracht. Um die Anlage herum war ein Stacheldrahtzaun mit vier Wachtürmen errichtet worden. Am 27. April 1945 mussten alle noch gehfähigen Häftlinge das Lager in Richtung Tegernsee in Österreich verlassen. Am zweiten Tag des Marsches konnten Leonie Overgoor, Ciske Staring, Betty Smit, Hanny van Rossum-Krijgsman, Hetty van der Togt und Regine Cohen-Pekel fliehen, indem sie sich in einen Wald schlichen und versteckten. Sie gelangten nach Schäftlarn, wo sie in einer Scheune des Klosters Schäftlarn Unterschlupf fanden. Dort wurden sie am 29. oder 30. April von amerikanischen Soldaten der Kompanie C, Teil des 70. Panzerbataillons, befreit.

### Nach Kriegsende

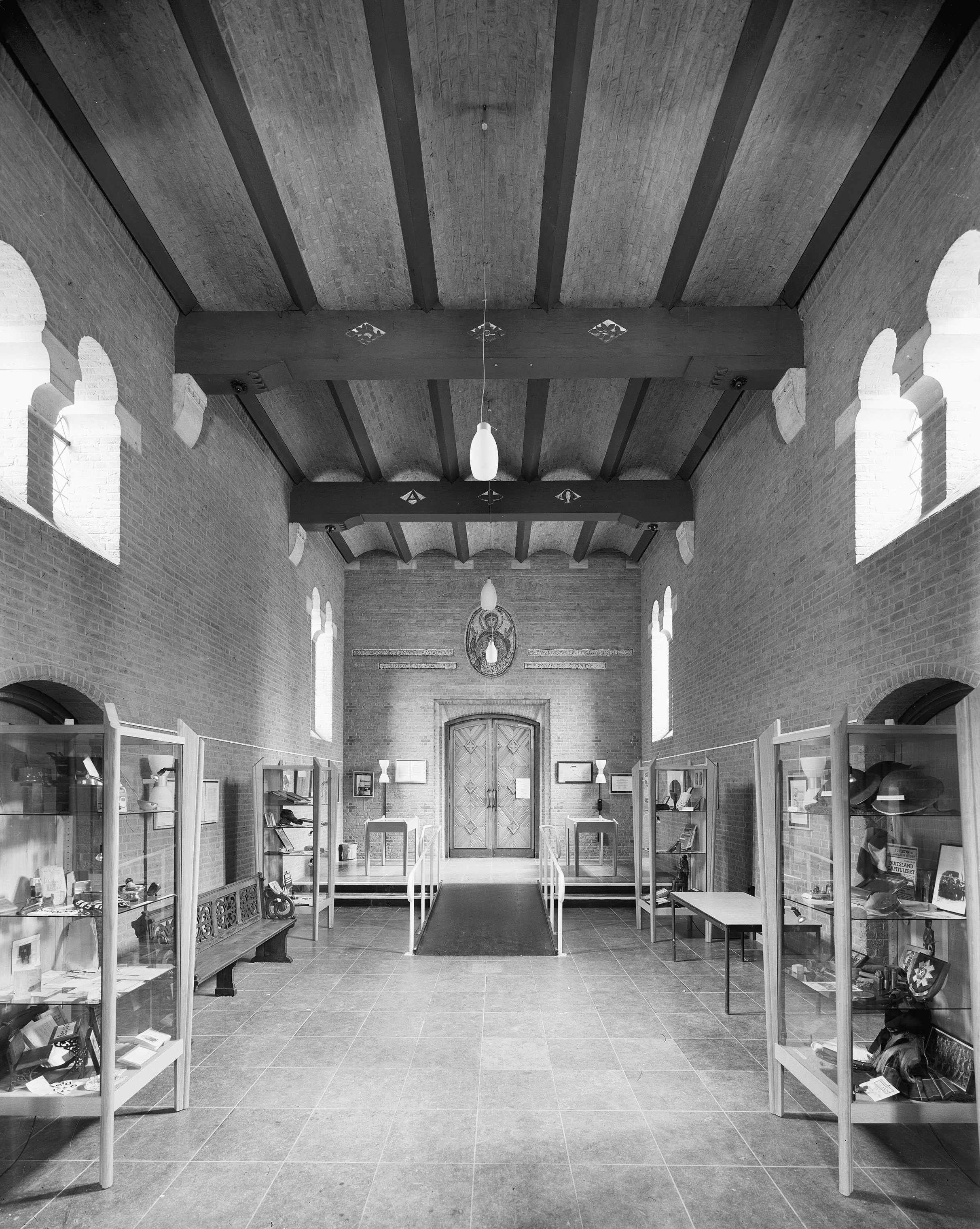
Vorhalle der Kapelle, 2001

Einige Jahre nach dem Krieg heiratete Leonie Overgoor Jan van Rooij, der den Krieg, Lagerhaft und Zwangsarbeit in Deutschland ebenfalls überlebt hatte.
Nach dem Krieg hielt sie Kontakt zu ihren ehemaligen Mithäftlingen aus Dachau. Unter anderem mit Gisela Söhnlein und Hetty Voûte war sie 1998 Initiatorin und an der Gründung des Gedenkplaats Haaren (Gedenkstätte Haaren) beteiligt. Sie war Mitgründerin der „Stichting Vriendenkring Haaren 1940–1945“ am 9. September 1998 und anschließend auch Vorstandsmitglied der Stiftung. Am 13. Mai 2000 wurde die Gedenkstätte mit einer Dauerausstellung zur Geschichte im Kapellengang und in der Vorhalle zur Kapelle eröffnet.
Leonie Overgoor starb 2006 in Breda und wurde auf dem Begraafplaats De Bieberg in Breda neben ihrem 1998 gestorbenen Mann beigesetzt.

## Auszeichnungen und Gedenken

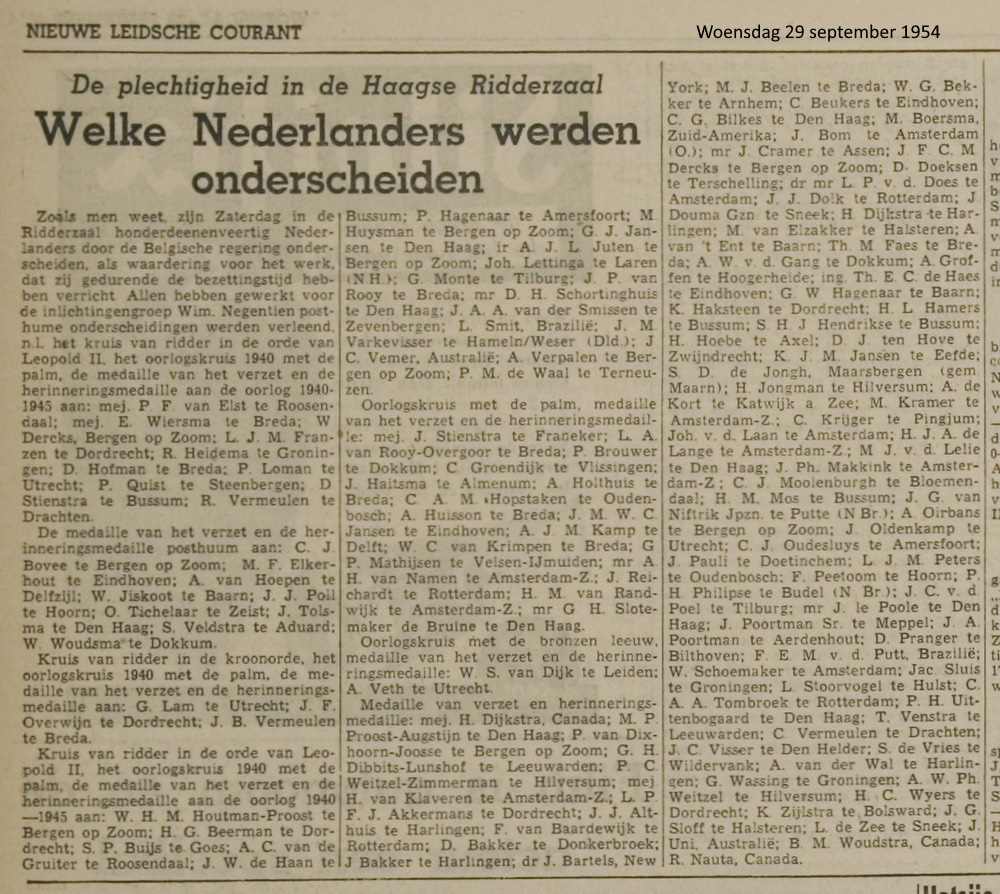
Meldung vom 29. September 1954 im Nieuwe Leidsche Courant

Leonie Overgoor wurde mit dem niederländischen „Verzetsherdenkingskruis“ (Widerstands-Gedenkkreuz) ausgezeichnet. Im September 1954 wurden im Rittersaal in Den Haag verschiedene belgische Auszeichnungen an 140 Niederländer verliehen, die während des Krieges am „Dienst Wim“ teilgenommen hatten, darunter auch Leonie van Rooij-Overgoor. Ihr wurde das belgische Kriegskreuz mit Palme und die „Belgisch verzet in de Tweede Wereldoorlog“ (Belgische Widerstandsmedaille) verliehen.
Am 15. März 2005 wurde sie mit der Ehrenmitgliedschaft des Gedenkplaats Kamp Haaren für ihre großen Verdienste um die Gedenkstätte Haaren geehrt.